# Statystyczne klasyfikacje gospodarcze
Statystyczne klasyfikacje gospodarcze – systemy klasyfikacji różnych aspektów prowadzenia działalności gospodarczej w celu usystematyzowania i ujednolicenia ewidencji źródłowej oraz prowadzenia badań statystycznych.

## Powiązania statystycznych klasyfikacji gospodarczych
| Zasięg klasyfikacji (System kodowy)                                     | Klasyfikacje działalności                                          | Klasyfikacje produktów (wyroby + usługi)       | Nomenklatury pochodne produktów     | Klasyfikacje Handlu Zagranicznego                       |
| Międzynarodowy (ONZ) (Własny system kodowy poszczególnych klasyfikacji) | ISIC Międzynarodowa Standardowa Klasyfikacja Rodzajów Działalności | CPC Centralna Klasyfikacja Produktów           |                                     | HS Zharmonizowany System Oznaczania i Kodowania Towarów |
| Unii Europejskiej (UE) (Jednolity system kodowy)                        | NACE Nomenklatura Działalności we Wspólnocie Europejskiej          | CPA Klasyfikacja Produktów według Działalności | Lista PRODCOM                       | CN Scalona Nomenklatura Towarowa Handlu Zagranicznego   |
| Krajowy - Polska (Jednolity system kodowy spójny z europejskim)         | PKD Polska Klasyfikacja Działalności                               | PKWiU Polska Klasyfikacja Wyrobów i Usług      | PRODPOL Wykaz Wyrobów Przemysłowych |                                                         |